# Jasmin Mekić
Jasmin Mekić (Tuzla, 9. veljače 1980.) je bosanskohercegovački kazališni, filmski i televizijski glumac koji živi i radi u Hrvatskoj.

## Biografija
Rođen je 9. veljače 1980. u Tuzli, BiH. Srednju školu završio je u New Jerseyju, SAD. Diplomirao je na Akademiji dramskih umjetnosti u Tuzli 2003. godine. Na California State University Long Beach, 2007. California, SAD stručno se usavršavao iz područja Gluma za film i TV. Na Akademiji dramskih umjetnosti u Tuzli bio je asistent iz predmeta Gluma (od ožujka 2003.) u klasi doc. Emira Hadžihafizbegovića, te viši asistent iz predmeta Gluma (od studenog 2007.) u klasi izvanrednog prof. Vlade Keroševića.
Stalni je član HNK Ivana pl. Zajca u Rijeci od listopada 2008. godine. Godine 2017. promoviran je u prvaka Drame.

## Filmografija

### Televizijske uloge
- "Sjene prošlosti" kao Šimun Novak (2024.)
- "Gora" kao Boris Novak (2023.)
- "Zajčić za laku noć" kao pripovjedač (2020.)
- "Nestali" kao Omer (2020.)
- "Ko te šiša" kao doktor (2017.)
- "Kud puklo da puklo" kao Dalibor (2015.)
- "Zora dubrovačka" kao Dino Kesovija (2013. – 2014.)
- "Larin izbor" kao Kris Vidić (2011.)
- "Pod sretnom zvijezdom" kao Kruno (2011.)
- "Dnevnik plavuše" kao Luka (2011.)
- "Crna hronika" kao Asko (2004.)
- "Viza za budućnost" kao poštar Amir (2002. – 2003.)

### Filmske uloge
- "Sigurno mjesto" (2022.)
- "Uzbuna na Zelenom Vrhu" kao tata Crnog (2017.)
- "Ne gledaj mi u pijat" kao muškarac s plaže #3 (2016.)
- "Remake" kao Miki (2003.)

## Vanjske poveznice
- Jasmin Mekić u internetskoj bazi filmova IMDb-u (engl.)
- Biografija na HNK-Zajc.hr